# Audignon
Audignon ist eine französische Gemeinde mit 386 Einwohnern (Stand 1. Januar 2022) im Département Landes in der Region Nouvelle-Aquitaine (vor 2016: Aquitanien). Sie gehört zum Arrondissement Mont-de-Marsan und zum Kanton Chalosse Tursan.
Der Name in der gascognischen Sprache lautet Audinhon. Die Einwohner werden Audignonais und Audignonaises genannt.

## Geographie
Audignon liegt ca. 20 Kilometer südlich von Mont-de-Marsan in der Landschaft Chalosse der historischen Provinz Gascogne.
Umgeben wird Audignon von den Nachbargemeinden:
|        | Saint-Sever                                 |               |
| Banos  | Kompassrose, die auf Nachbargemeinden zeigt | Eyres-Moncube |
| Doazit | Horsarrieu Dumes                            |               |

Audignon liegt im Einzugsgebiet des Flusses Adour.
Einer seiner Nebenflüsse, der Gabas, markiert die nördliche Grenze zu der Nachbargemeinde Saint-Sever. Der Ruisseau de Laudon, ein Nebenfluss des Gabas, durchquert das Gebiet der Gemeinde ebenso wie sein Zufluss, der Ruisseau de Pascouaou.

## Geschichte
Die Geschichte von Audignon reicht bis in die Altsteinzeit zurück. Die ersten Erwähnungen in den Schriften erfolgten im 13. Jahrhundert, als das Dorf ein Hospital besaß, das gleichzeitig Sitz einer Komturei war, denn es lag an einem der Pilgerwege nach Santiago de Compostela. Im September 1441 wurde das Dorf geplündert und von Truppen unter der Führung von Charles II. d’Albret und dem Vicomte der Lomagne in Brand gesteckt in der Hoffnung, die Engländer zu vertreiben, die es besetzten. Das Hospital wurde 1569 in den Hugenottenkriegen von protestantischen Truppen zerstört. Im 17. Jahrhundert wurde Audignon zu einer Bastide umgestaltet. Der Steinbruch zum Abbau von Kalkstein führte zu einem gewissen Wohlstand in der Gemeinde. Um den Wegzug nach seiner Schließung abzufedern, wurden Bodenuntersuchungen auf Hinweise auf Lagerstätten von Erdöl durchgeführt, die vergeblich waren.

### Einwohnerentwicklung
Nach Beginn der Aufzeichnungen stieg die Einwohnerzahl bis zur ersten Hälfte des 19. Jahrhunderts auf einen Höchststand von rund 640 Einwohnern. In der Folge schrumpfte die Bevölkerung bis zu den 1870er Jahren auf ein Niveau von rund 500 Einwohnern, das bis zum Ersten Weltkrieg gehalten werden konnte. In den folgenden Jahren sank die Größe erneut bei kurzen Erholungsphasen bis zu den 1970er Jahren auf rund 290 Einwohner, bevor eine Wachstumsphase einsetzte, die heute noch andauert.
| Jahr      | 1962 | 1968 | 1975 | 1982 | 1990 | 1999 | 2006 | 2010 | 2022 |
| --------- | ---- | ---- | ---- | ---- | ---- | ---- | ---- | ---- | ---- |
| Einwohner | 337  | 333  | 289  | 294  | 318  | 328  | 344  | 359  | 386  |

## Sehenswürdigkeiten

### PfarrkircheNotre-Dame

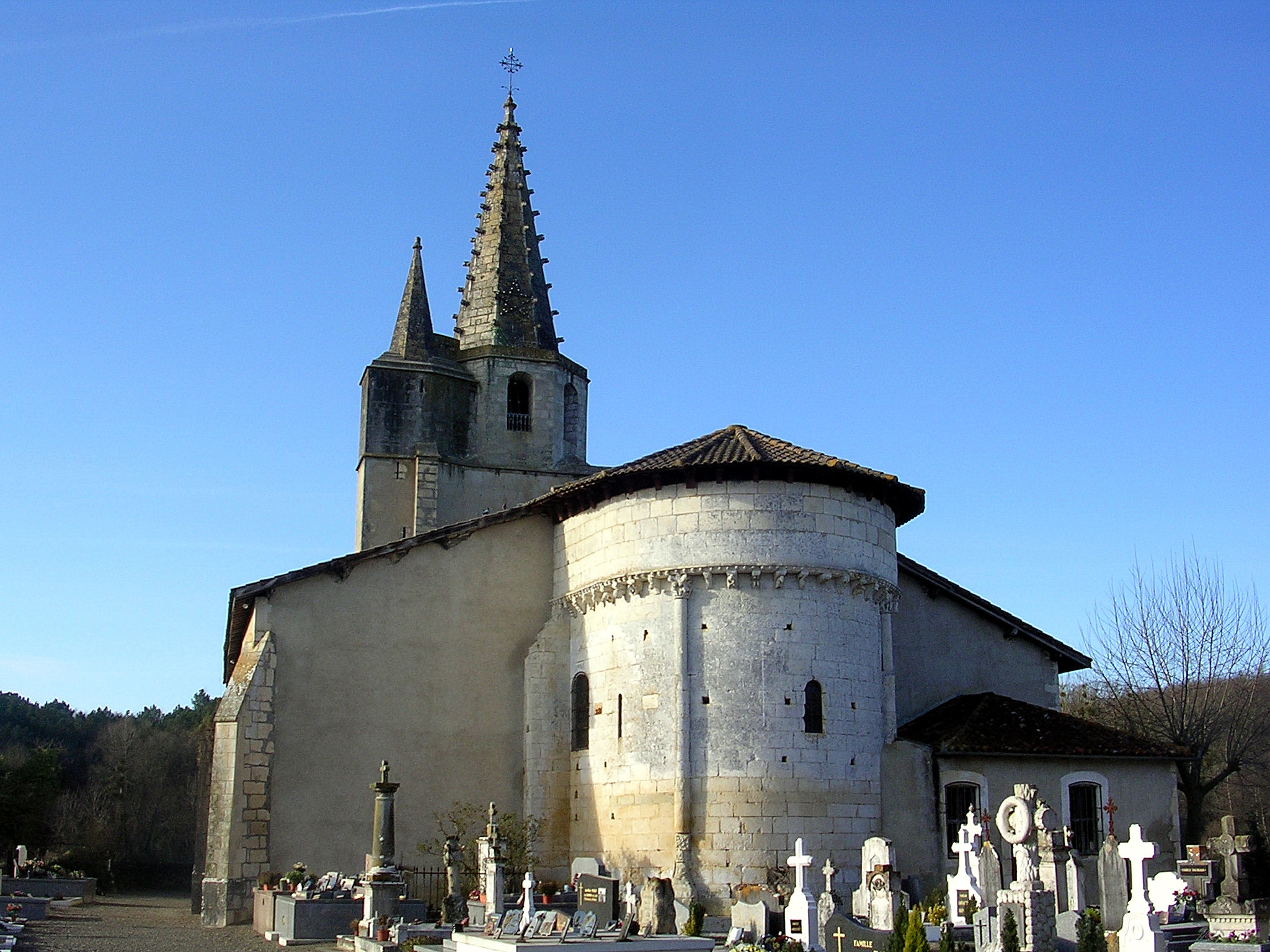
Pfarrkirche Notre-Dame

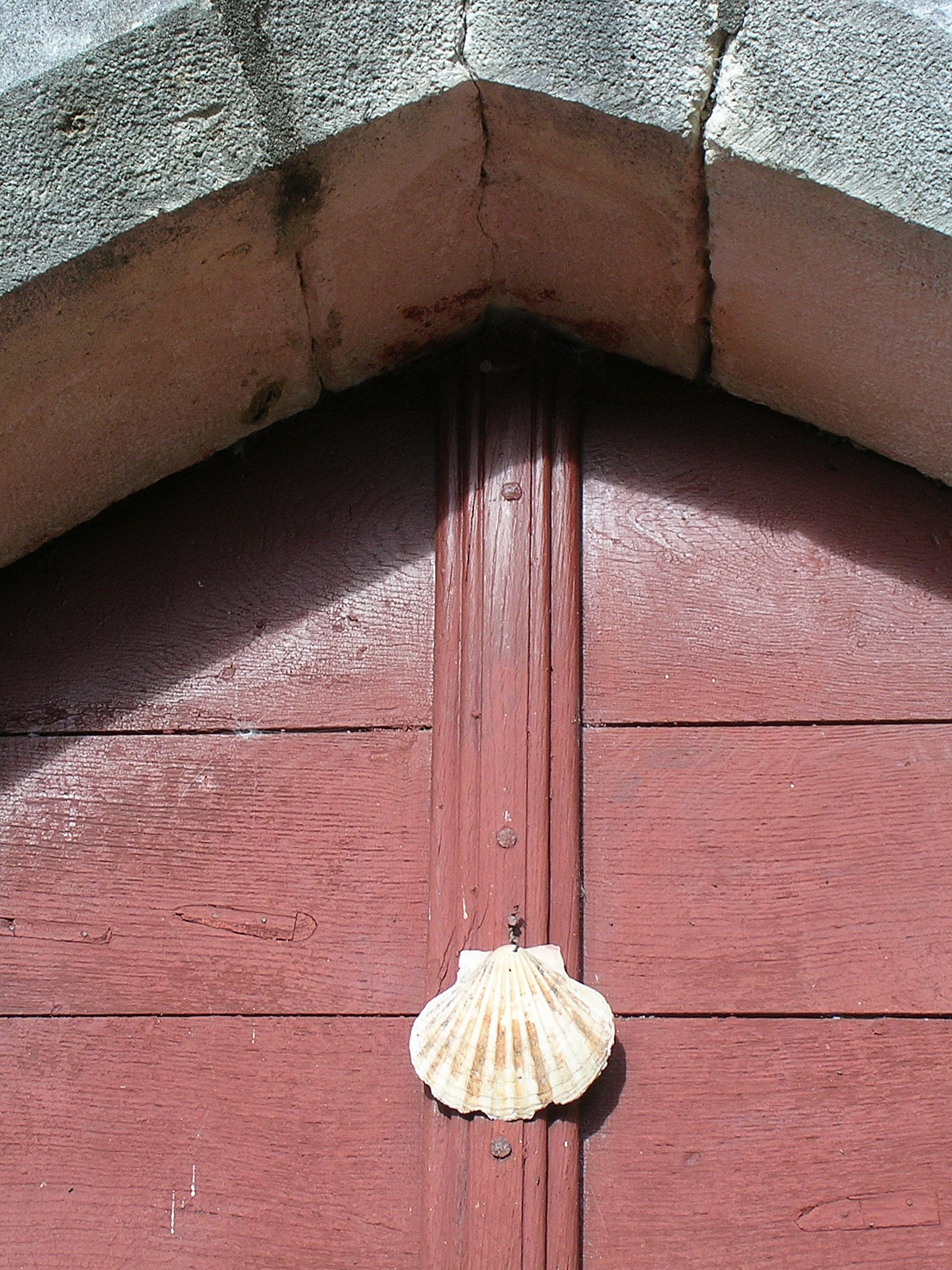
Jakobsmuschel am Haupteingang

Die Kirche ist seit dem 12. Mai 1975 als Monument historique klassifiziert. Am Ende des 11. und zu Beginn des 12. Jahrhunderts wurden ein Langhaus mit einem Kirchenschiff mit großen Bögen zur Entlastung und eine halbrunde romanische Apsis errichtet. Es wird vermutet, dass eine Gruppe von Benediktinermönchen aus Saint-Sever die erste Ausbaustufe der Kirche realisierten. Die frühere Kirche, die vielleicht aus Holz gebaut war, war vorher abgebrannt.
Im 14. Jahrhundert wurden Elemente der Befestigung hinzugefügt. Die Apsis wurde für eine Wachstube aufgestockt und ein massiver Wehrturm wurde im Westen oberhalb des Eingangs hinzugefügt. Neben dem Hauptturm wurde eine Tourelle mit Innentreppe errichtet. Turm und Tourelle sind mit einem polygonalen Helm aus Stein gedeckt. Der Helm des Turms ist mit gotischen Krabben auf den hervorspringenden Kanten nachträglich verschönert worden. Im gleichen Zeitraum ist das gotische Eingangsportal entstanden, das durch den Eingangsvorbau geschützt wird. Der Form des Spitzbogens folgend, besteht das Portal aus fünf mit Rollen bestückten Archivolten ohne sonstige Verzierungen, die sich im Gewände fortsetzen, wo Kapitelle die Archivolten von Säulen trennen. Die Kapitelle bilden einen Fries an jeder Seite und sind mit pflanzlichen Motiven, Tierfiguren, grotesken Masken und Personen in seltsamen Positionen verziert.
Im Jahre 1550 wurde das südliche Seitenschiff hinzugefügt, das nördliche Seitenschiff datiert aus dem 18. Jahrhundert. Die Apsis mit zwei Strebewerken behielt hingegen ihre romanische Architektur. Der Wehrturm wurde als Glockenturm umgebaut.
Der Triumphbogen der Apsis wird durch zwei Kapitelle gestützt. In der Apsis wird ein Gesims von Konsolen getragen, die diverse Motive illustrieren, wie Roland, der in sein Horn stößt oder der segnende Christus. Zwei Säulen zeigen verzierte Kapitelle, an denen sich die Szenen „Daniel in der Löwengrube“ und „Der Pelikan und seine Jungen“ erkennen lassen.
Das Retabel des Hauptaltars ist aus Kalkstein gearbeitet und datiert aus dem 15. Jahrhundert. Es wurde 1963 vom damaligen Pfarrer Rousseau von Audignon hinter einem Retabel aus vergoldetem Holz aus dem 18. Jahrhundert entdeckt, das es zuvor verdeckt hatte. Es erstreckt sich über 10 m², und der Kalkstein stammt sicherlich aus den ehemaligen Steinbrüchen der Region. Es besteht aus einer Serie von Arkaden auf zwei Ebenen von kleiner Dimension, hinter denen Fresken aufgetragen wurden. Auf der unteren Ebene illustrieren diese die Kindheit Jesu und seine Kreuzigung, auf der oberen Ebene sind Apostel, Propheten und Heilige dargestellt. Pfarrer Rousseau hat drei aufeinanderfolgende Schichten der Auftragung der Farbe festgestellt, ein Anzeichen von mehreren Restaurierungsarbeiten im Laufe der Jahrhunderte. In der Mitte zwischen den Arkaden ist ein Fresko zu erkennen, das vermutlich pflanzliche Motive darstellte, aber im Laufe der Zeit völlig verblasste. In der Mitte des Retabels steht eine moderne Madonna mit Jesuskind.
Im hinteren Teil des südlichen Seitenschiffs ist das Retabel der Jungfrau Maria gewidmet und datiert aus dem 18. Jahrhundert. Der Pfarrer Mathieu de Marsan beauftragte dazu zwei Künstler aus Saint-Sever, 1724 den Bildschnitzer Chadel und 1726 den Vergolder Dutour. Das Antependium vor dem ehemaligen Hauptaltar ist 1761 entstanden und aus Leder aus Córdoba gearbeitet. In der Mitte illustriert ein Gemälde Mariä Aufnahme in den Himmel.

### Schloss Captan

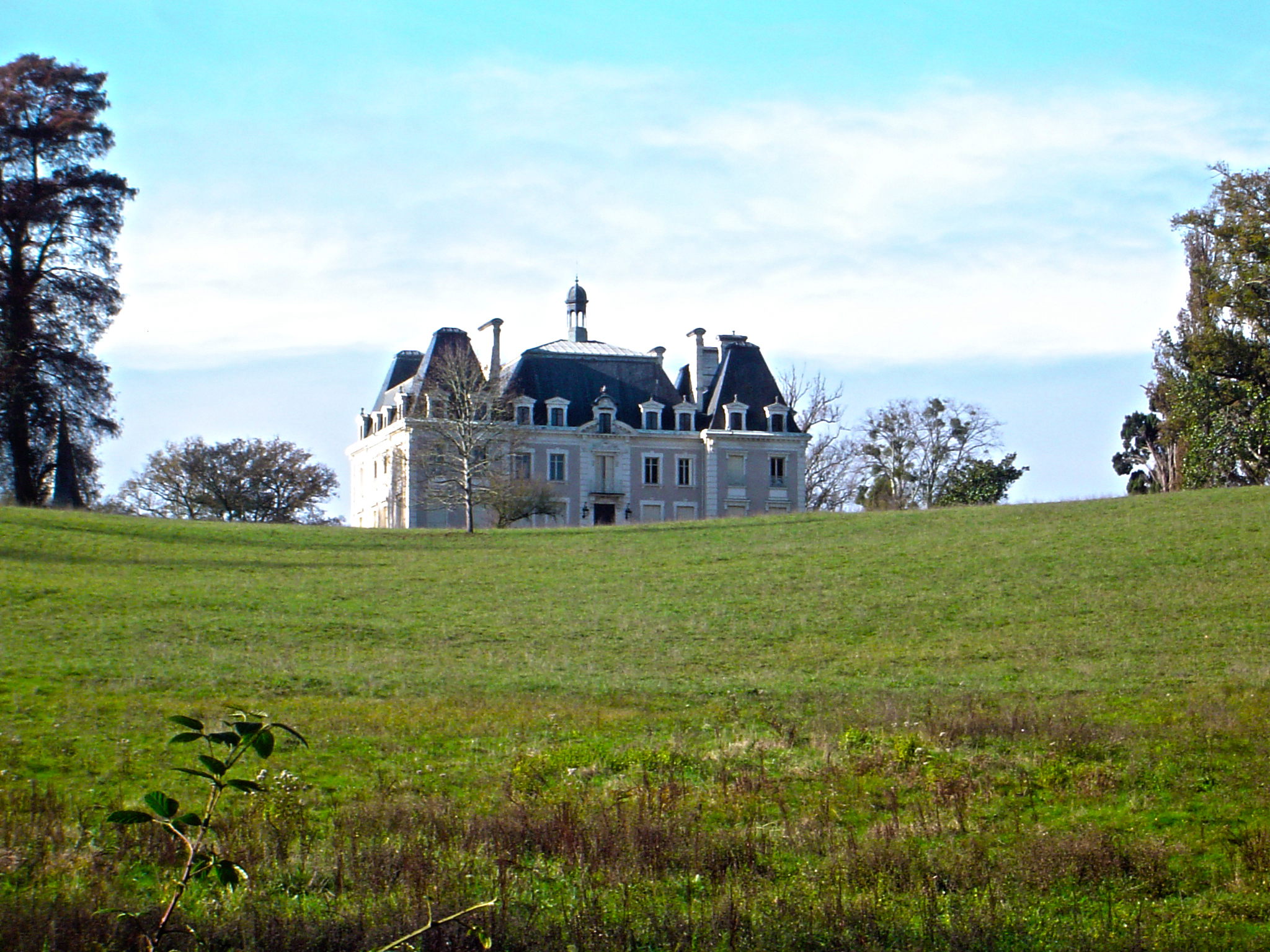
Schloss Captan

Im Jahre 1887 beauftragte die Familie Galard-Rochetaillé den Landschaftsarchitekten Édouard André das ursprünglich im 14. Jahrhundert errichtete Schloss wieder aufzubauen. Die Arbeiten dauerten von 1891 bis 1894. Für die Innenausstattung schloss er sich mit dem Architekten Garros aus Bordeaux zusammen. Ein von Édouard André projektierte Anlage eines Parks wurde nicht realisiert. Ein markantes Merkmal des Schlosses sind seine vier Eckpavillons. Das auch Schloss Galard genannte Anwesen ist seit dem 11. September 1997 als Monument historique klassifiziert. Es ist in Privatbesitz und für die Öffentlichkeit nicht zugänglich.

## Wirtschaft und Infrastruktur
Handel und Dienstleistungen sind die wichtigsten Wirtschaftsfaktoren der Gemeinde.

### Bildung
Die Gemeinde verfügt über eine öffentliche Vorschule mit 42 Schülerinnen und Schülern im Schuljahr 2017/2018.

Logo des Jakobswegs

### Sport und Freizeit
Der Fernwanderweg GR 654 von Namur in Belgien über Vézelay nach Saint-Jean-Pied-de-Port führt durch das Zentrum der Gemeinde. Er folgt der Via Lemovicensis, einem der vier historischen „Wege der Jakobspilger in Frankreich“.

### Verkehr
Audignon ist erreichbar über die Routes départementales 21, 78 und 933S, der ehemaligen Route nationale 133.
Eine Eisenbahnlinie der Compagnie des chemins de fer du Midi verband Saint-Sever mit Hagetmau. Auf der eingleisigen, nicht elektrifizierten Strecke, die 1910 in Betrieb genommen wurde, war Audignon mit einem Haltepunkt versehen. Seit 1938 wurde die Strecke nur noch mit Güterzügen befahren.